# Поджи, Луиджи
Луиджи Поджи (итал. Luigi Poggi; 25 ноября 1917, Пьяченца, королевство Италия — 4 мая 2010, Рим, Италия) — итальянский куриальный кардинал и ватиканский дипломат. Титулярный архиепископ Форонтонианы с 3 апреля 1965 по 26 ноября 1994. Апостольский делегат в Центральной Африке 3 апреля 1965 по 31 октября 1966. Апостольский про-нунций в Камеруне с 31 октября 1966 по 21 мая 1969. Апостольский про-нунций в Габоне с 31 октября 1967 по 21 мая 1969. Апостольский про-нунций в ЦАР с 4 ноября 1967 по 21 мая 1969. Апостольский нунций в Перу с 21 мая 1969 по 1 августа 1973. Апостольский нунций в Италии с 19 апреля 1986 по 9 апреля 1992. Про-архивариус и про-библиотекарь Святой Римской Церкви с 9 апреля 1992 по 26 ноября 1994. Архивариус и библиотекарь Святой Римской Церкви с 26 ноября 1994 по 7 марта 1998. Кардинал-дьякон с титулярной диаконией Санта-Мария-ин-Домника с 26 ноября 1994 по 24 февраля 2005. Кардинал-протодьякон с 26 февраля 2002 по 24 февраля 2005. Кардинал-священник с титулом церкви Сан-Лоренцо-ин-Лучина с 24 февраля 2005.

## Ранняя жизнь, образование и священство
Луиджи Поджи родился 25 ноября 1917 года в Пьяченце, Италия. Получил образование в коллегии Альберони, Пьяченца, а также в Папском Римском Атенауме «S. Apollinare»; (докторантура in utroque iuris). Доктор обоих прав. Рукоположён в священника 28 июля 1940 года. Служил в диоцезе Пьяченца в 1940—1942 годах. В 1942 году Поджи (после всех занятий до священнического рукоположения в Пьяченце) был послан в Рим с целью изучения дипломатии в Папской Церковной Академии.

## На дипломатической службе Святого Престола
После Поджи поступил на службу в Государственный Секретариат Святого Престола, в котором он проработал в течение следующих двадцати лет. Впоследствии он стал Придворным прелатом папы римского Иоанна XXIII в 1960 году. Поджи отвечал за миссию исследования законного статуса титулярных церквей в Тунисе в течение 1963 и 1964 годов[что?].

## Папский нунций
3 апреля 1965 года он был назначен апостольским делегатом к Центральной Африке (которая включает современные государства: Камерун, Чад, Конго-Браззавиль, Габон и Центральноафриканскую Республику). Поджи также стал титулярным архиепископом Форонтонианы. Ординация прошла 9 мая 1965 года, в базилике Сан-Карло аль Корсо, в Риме, провел её кардинал Амлето Джованни Чиконьяни, кардинал-епископ с титулом субурбикарной епархии Фраскати — государственный секретарь Ватикана, которому помогали, в сослужении, Антонио Саморе — титулярный архиепископ Тирново, секретарь Священной Конгрегации чрезвычайных церковных дел и Умберто Малькиоди, архиепископ-епископ Пьяченцы. Стал секретарем Конгрегации чрезвычайных церковных дел в 1966 году.
Он продолжил служить нунцием в Африке и Южной Америке в течение второй половины 1960-х, про-нунций в Камеруне с 31 октября 1966 по 21 мая 1969 года. Про-нунций в Габоне с 31 октября 1967 по 21 мая 1969 года. Про-нунций в ЦАР с 4 ноября 1967 по 21 мая 1969 года. Апостольский нунций в Перу с 21 мая 1969 по 1 августа 1973 года.

## Поджи и Восточная политика Ватикана
Папа римский Павел VI проводил «Ostpolitik» (восточную политику), направленную на улучшение отношений Ватикана с нациями, входящими в блок Варшавского договора. Эта глобальная задача приобрела наибольшую важность в начале понтификата папы римского Иоанна Павла II, когда Поджи, ввиду его знания польской политики, был послан сначала в Варшаву, а затем в Кремль, чтобы вести переговоры с Москвой. Позднее он посетил Прагу. Поджи служил нунцием со специальными полномочиями, его работа была направлена на улучшение отношений с Польшей, Венгрией, Чехословакией, Румынией и Болгарией с 1 августа 1973 года. Он также был руководителем ватиканской делегации по постоянному рабочему контакту с Польшей с 7 февраля 1975 года.
Критики Иоанна Павла II видели  отправку Поджи в страны Восточного блока как усилие папы римского, чтобы управлять и диктовать политику сопротивления Леха Валенсы военному правительству Войцеха Ярузельского.
После своей работы в Восточном блоке, 19 апреля 1986 года Поджи стал папским нунцием в Италии и Сан-Марино, и в этой роли он был способен оставаться близко к центру принятия решений Церкви при папе римском Иоанне Павле II[что?].

## Архивариус и Библиотекарь Святой Римской Церкви
9 апреля 1992 года Поджи стал про-архивариусом и про-библиотекарем Римской церкви, пост, который предполагает подъём к кардинальству. На консистории от 26 ноября 1994 года, после своего семьдесят седьмого дня рождения, Луиджи Поджи был возведён в кардиналы-дьяконы с титулярной диаконией Санта-Мария-ин-Домника и стал архивариусом и библиотекарем Римской церкви. После достижения максимального возрастного предела (80 лет) для голосования на Конклаве, Поджи ушёл со своих постов в ватиканской библиотеке и ватиканском архиве, но вернулся, чтобы работать в отношениях со странами Восточной Европы.

## Кардинал-протодьякон
Кардинал Поджи был кардиналом-протодьяконом с 26 февраля 2002 года, пока не был возведён в сан кардинала-священника 24 февраля 2005 года, но в силу возрасте не участвовал в Конклаве, который избрал папу римского Бенедикта XVI.
Кардинал Луиджи Поджи скончался утром 4 мая 2010 года в Риме.